# PGC 1248042
LEDA/PGC 1248042 ist eine Galaxie im Sternbild Hydra südlich der Ekliptik. Sie ist schätzungsweise 1,1 Milliarden Lichtjahre von der Milchstraße entfernt.

Im selben Himmelsareal befindet sich u. a. die Galaxie IC 2327.